# Гвальфіордський тунель
64°18′35″ пн. ш. 21°54′14″ зх. д. / 64.309722° пн. ш. 21.903889° зх. д.
Гвальфіордський тунель (ісл. Hvalfjarðargöng) — підводний автомобільний тунель, прокладений під Гваль-фіордом на заході Ісландії. 
Є частиною кільцевої дороги Грінгвегюр 1. 
З вересня 2018 року проїзд тунелем безкоштовний.

## Опис
Розташований за 25 км на захід від Рейк'явіка, між регіонами Вестурланд та Гевюдборгарсвайдід
, 
тунель був відкритий для руху 11 липня 1998 року. 
Його загальна довжина 5770 м, з яких 3750 м знаходяться під водою, а глибина сягає 165 м нижче за рівень моря. 
Тунель виритий глибоко в скельній породі під дном Гваль-фіорду. 
Через тунель проходить ділянка кільцевої дороги Грінгвегюр, найважливішої дороги в країні 
.
Південна ділянка має поздовжній ухил від 4 до 7%, північна ділянка – 8,1%. 
Тунель складається з однієї галереї, рух здійснюється по двох смугах шириною 4 м у кожну сторону, але з північного боку є додаткова, третя, смуга для підйому 
. 
Що 500 метрів є ніші для аварійної зупинки чи повороту. 
Робота тунелю не залежить від погодних умов і вона завжди відкрита для проїзду. 
Пішоходи та велосипедисти в тунель не допускаються 
.
Тунель зменшив відстань від Рейк'явіка до західної та північної частин острова на 45 кім і скоротив час проїзду через фіорд до 7 хвилин замість години 
.
Гвальфіордський тунель - єдиний тунель в Ісландії, що фінансувався, будувався та експлуатувався компанією Spölur, і був єдиним тунелем, де стягувалась плата за проїзд (з 28 вересня 2018 року проїзд у тунелі безкоштовний). 
Спочатку передбачалося, що потрібно 20 років, щоб компанія окупила вартість будівництва тунелю, але трафік виявився значно вищим, ніж спочатку планувалося, тунель окупив себе раніше і був переданий державі. 
Обсяг руху в тунелі настільки великий, що компанія Spölur запропонувала побудувати новий тунель поруч із існуючим, тому що рух досягає порогового значення, встановленого європейськими правилами (8000 автомобілів на день), при перевищенні якого рух у протилежних напрямках має бути розділений 
.